# Comuna Cenade, Alba
Cenade (în dialectul săsesc Šoltn, în germană Scholten, în maghiară Szászcsanád, Csanád) este o comună în județul Alba, Transilvania, România, formată din satele Capu Dealului, Cenade (reședința) și Gorgan. Se află în Podișul Secașelor.

## Istoric

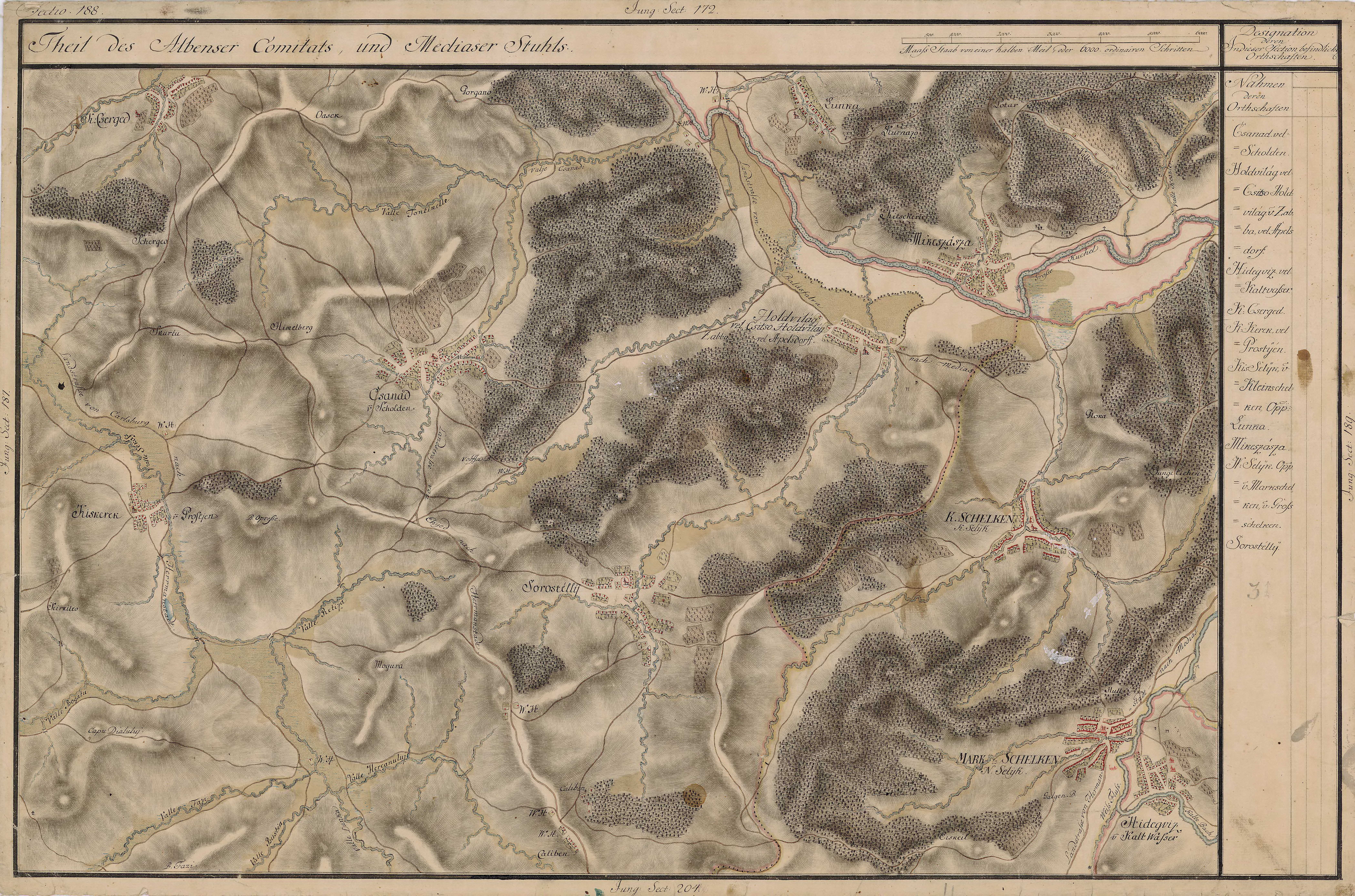
Cenade în Harta Iosefină a Transilvaniei, 1760-1773

## Date geologice
În perimetrul acestei satului Cenade s-a pus în evidență prezența unui masiv de sare gemă și a unor izvoare sărate.

## Lăcașuri de cult
- Biserica Evanghelică-Lutherană din secolul al XV-lea, fortificată în secolul al XVI-lea (modificări ale navei în anii 1905-1906).

## Demografie
Componența etnică a comunei Cenade
     Români (78,95%)
     Romi (12,9%)
     Germani (2,72%)
     Alte etnii (0,48%)
     Necunoscută (4,95%)
Componența confesională a comunei Cenade
     Ortodocși (61,2%)
     Greco-catolici (26,19%)
     Evanghelici luterani (3,49%)
     Penticostali (1,26%)
     Reformați (1,07%)
     Alte religii (1,45%)
     Necunoscută (5,33%)
Conform recensământului efectuat în 2021, populația comunei Cenade se ridică la 1.031 de locuitori, în creștere față de recensământul anterior din 2011, când fuseseră înregistrați 943 de locuitori. Majoritatea locuitorilor sunt români (78,95%), cu minorități de romi (12,9%) și germani (2,72%), iar pentru 4,95% nu se cunoaște apartenența etnică. Din punct de vedere confesional, majoritatea locuitorilor sunt ortodocși (61,2%), cu minorități de greco-catolici (26,19%), evanghelici luterani (3,49%), penticostali (1,26%) și reformați (1,07%), iar pentru 5,33% nu se cunoaște apartenența confesională.

## Politică și administrație
Comuna Cenade este administrată de un primar și un consiliu local compus din 9 consilieri. Primarul, Ilie Neamțu[*], de la Partidul Național Liberal, este în funcție din 2004. Începând cu alegerile locale din 2024, consiliul local are următoarea componență pe partide politice:
|  | Partid                    | Consilieri | Componența Consiliului | Componența Consiliului | Componența Consiliului | Componența Consiliului | Componența Consiliului | Componența Consiliului | Componența Consiliului |
|  | ------------------------- | ---------- | ---------------------- | ---------------------- | ---------------------- | ---------------------- | ---------------------- | ---------------------- | ---------------------- |
|  | Partidul Național Liberal | 7          |                        |                        |                        |                        |                        |                        |                        |
|  | Partidul Social Democrat  | 1          |                        |                        |                        |                        |                        |                        |                        |
|  | Bunescu Luisa-Maria       | 1          |                        |                        |                        |                        |                        |                        |                        |

## Personalități
- Ion Agârbiceanu (1882–1963), preot greco-catolic, ziarist și romancier, adept al sămănătorismului, parlamentar, academician;
- M. M. Binder-Scholten (n. 1933), scriitor sas;
- Viorel Mărginean (1933 - 2022), pictor, membru de onoare al Academiei Române (2006), ministru al culturii (1995-1996).